# Tanganoides acutus
Espèce
Synonymes
- Tangana acuta Davies, 2003

Tanganoides acutus est une espèce d'araignées aranéomorphes de la famille des Desidae.

## Distribution
Cette espèce est endémique de Tasmanie en Australie.

## Description
La carapace du mâle holotype mesure 5,7 mm de long sur 3,7 mm de large et l'abdomen 4,4 mm de long sur 2,9 mm de large.

## Publication originale
- Davies, 2003 : Tangana, a new spider genus from Australia (Amaurobioidea: Amphinectidae: Tasmarubriinae). Memoirs of the Queensland Museum, vol. 49, p. 251-259 (texte intégral).